# Tonowanie

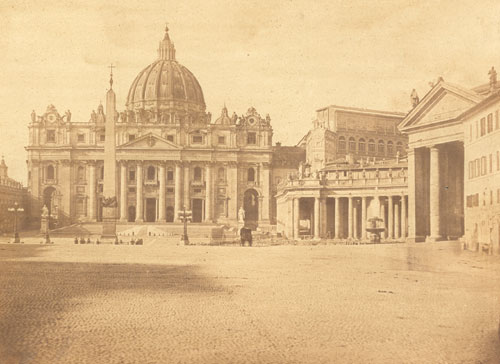
Tommaso Cuccioni, Plac św. Piotra w Rzymie, odbitka albuminowa tonowana złotem, 1858

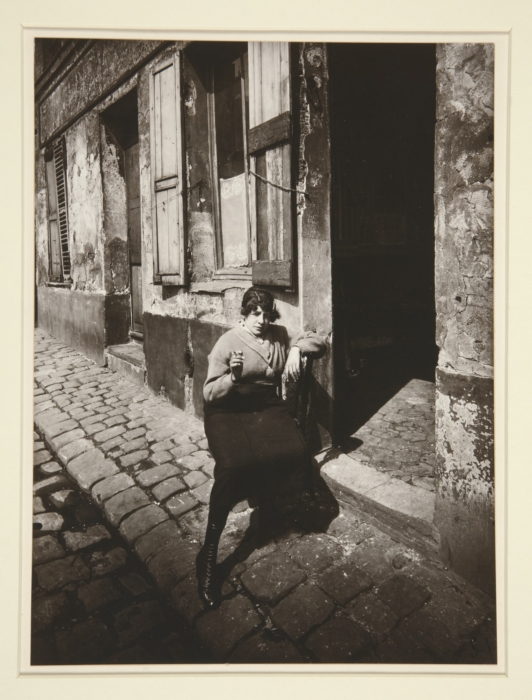
Eugène Atget, La Villette, fille publique faisant le quart, odbitka tonowana złotem, 1921

Tonowanie – proces stosowany w fotografii, w wyniku którego zmianie ulega odcień bądź ton monochromatycznej odbitki, a obraz staje się trwalszy.
Tonowanie fotografii jako pierwszy zastosował w 1840 r. francuski fizyk, Armand-Hippolyte-Louis Fizeau. Użyty przez niego w procesie wykonywania dagerotypów chlorek złota zwiększył kontrast i trwałość obrazu, wpływając również na jego zabarwienie. Tonowanie odbitek na papierze wprowadził prawdopodobnie Louis-Désiré Blanquart-Evrard, wynalazca odbitki albuminowej. Również on wykorzystywał chlorek srebra, uzyskując podobne efekty, takie jak lepsza stabilność obrazu, redukcja żółknięcia i blaknięcia oraz zmiana odcienia, która w przypadku odbitek albuminowych była znacznie silniejsza. Pierwotna czerwonorudobrązowa barwa w wyniku tonowania przechodziła w bardziej purpurowe bądź brązowe tony, które zależały od zastosowanej kąpieli (w tym od jej pH). Oprócz złota z końcem XIX w. zaczęto stosować także platynę, miedź, wanad, żelazo, które nadawały odbitkom różne odcienie.
Proces tonowania
Po wyjęciu gotowych kopii z ram należy wykonać proces tonowania. Zabieg ten ma na celu uczynienie wykonanych zdjęć nieczułymi na wpływ światła. W procesie tonowania wykorzystuje się kąpiel tonowo-fiksującą. Roztwór wody z preparatem tonowo-fiksującym (dostępnym w postaci proszku lub płynu) usuwa resztę niepoczerniałego chlorku srebra lub złota (używanego w procesie wykonywania obrazów) i nadaje zdjęciom odpowiedni ton, barwę. Kolejnym krokiem jest umieszczenie fotografii w misce z przygotowanym wcześniej roztworem i delikatne poruszanie naczyniem. Warto również zaznaczyć, iż długość moczenia zdjęć w kąpieli tonowo-fiksującej ma wpływ na intensywność uzyskanych odcieni. Nie należy umieszczać w misce zbyt dużej ilości kopii na raz, gdyż działanie to może doprowadzić do zniszczenia obrazów. Po wyjęciu zdjęć, każde z nich, należy dokładnie obmyć pod bieżącą wodą lub moczyć w naczyniu z wodą (w tym wypadku wodę należy wymieniać co 5 minut) przez godzinę. Zabieg ten ma na celu dokładne usunięcie podsiarczanu sodu. Niedostatecznego usunięcie tego związku często bywa powodem przedwczesnego niszczenia i blaknięcia zdjęć. Płynu tonowo-fiksującego można używać kilkukrotnie. Zdjęcia na papierze celluloidowym i aristo mogą być moczone w jednej kąpieli pod warunkiem, że są one zanurzane w wodzie jednocześnie. W celu wysuszenia kopii należy ułożyć je na bibule lub rozwiesić zdjęcia za pomocą specjalnych klamer. Kolejnym etapem w procesie wytwarzania fotografii jest jej naklejanie. W procesie naklejania „fotografie obcina się pod kątem prostym na płycie szklanej lub cynkowej wzdłuż szklannych linij (szablonów) ostrym scyzorykiem. Można też je obciąć nożyczkami.” Następnie należy ponownie włożyć zdjęcia do naczynia z wodą i czekać na efekt ,,skręcania" zdjęć. Kolejnym etapem jest wyłożenie kopii obrazem do dołu na papier filtrujący. Następnie należy nakleić papier filtrujący do kartonu za pomocą odpowiedniego preparatu.